# 上条衿
上条 衿（かみじょう えり、7月25日 - ）は、日本のイラストレーター、キャラクターデザイナー。北海道札幌市在住。

## 来歴
FLASH、web、DTPデザイナーを経て、イラストレーターとしてデビュー。個展開催も定期的に行い、モバイルの待受イラストも多く配信されている。書籍・雑誌などの装画を含め幅広く活躍中。その他、オリジナルグッズのデザイン、海外での展示参加も行っている。

## 主な作品

### 画集
- 上条衿作品集 GIRLS（三交社）
- 上条衿作品集2 Dear.（三交社）

### グッズ
- 上条衿カレンダー（ANDBOOK）
- 上条衿ジグソーパズル（エポック社）

### 書籍表紙絵・挿絵
- マンガ描こうよ!　シリーズ（廣済堂）
- あいつ等だけのお姫様!?（結衣/著：魔法のiらんど文庫）
- ガーデン・ロスト（紅玉いづき/著：メディアワークス文庫）
- ルナティックガール（吉野匠/著：幻冬舎）
- ココロ・ファインダ　シリーズ（相沢沙呼/著：光文社）
- 雅の婚カツ戦争（至道流星/著：幻狼ファンタジアノベルス）
- カラット探偵事務所の事件簿　シリーズ（乾くるみ/著：PHP文芸文庫）
- サムシング・フォー 〜4人の花嫁、4つの謎〜（有間カオル/著：メディアワークス文庫）
- マノロブラニクには早すぎる（永井するみ/著：ポプラ文庫）
- アニバーサリーしあわせの降る場所（飯田雪子/著：角川ハルキ文庫）
- 14歳限定症候群（壁井ユカコ/著：角川文庫）
- 魔女の花たち（ジェシカ・スポッツウッド/著・大谷真弓/訳者：ヴィレッジブックス）
- ひとりかくれんぼ（TAKAKO/著：ソニー・デジタルエンタテインメント・ヒトコト掲載）
- トキカケ（皆河有伽/著：ソニー・デジタルエンタテインメント・ヒトコト掲載）
- かつくら vol.7 2013夏（新紀元社）
- 俺が魔族軍で出世して、魔王の娘の心を射止める話　全６巻（遠野空/著：TOブックス）
- 岡本梨奈の1冊読むだけで古文の読み方&解き方が面白いほど身につく本（岡本梨奈/著：KADOKAWA）
- 初恋芸人（中沢健/著：ガガガ文庫）
- 電池式〜君の記憶から僕が消えるまで〜（庵桐サチ/著：富士見L文庫）
- TOKYO GIRL’S LIFE　全２巻（菱田愛日/著：メディアワークス文庫）
- マイナス・ヒーロー（落合由佳/著：講談社）
- あなたの人生、交換します The Life Trade （一原みう/著：集英社オレンジ文庫）
- さくら花店・毒物図鑑（宮野美嘉/著：小学館文庫キャラブン!）
- さくら花店 毒物図鑑 夏の悪夢（宮野美嘉/著：小学館文庫キャラブン!）

### イラスト
- きせかえマグネット絵本「cute girls life」（学研教育出版）
- 初音ミク　コスメシリーズ/コラボ傘/初音ミクパズル/2014カレンダー
- LINEきせかえ「着物女子」「buttrfry」「スチームパンクガール」「スイート スイーツ」（ジグノシステムジャパン）

### デザイン・キービジュアル
- ハルミカ（サンライズ） - キャラクターデザイン
- BODYWILDx上条衿コラボレーション（グンゼ） - アンダーウェアデザイン
- 森美術館LOVE展『ミクカフェver2』（初音ミク） - キービジュアル

### ゲーム
- Dance Dance Revolution X（コナミデジタルエンタテインメント） - カットインイラスト
- LOVE & JOB!（ボルテージ） - 女性キャラクターデザイン

### カードイラスト
- ラストクロニクル 救世の交響詩（ホビージャパン） - カードイラスト

### テレビアニメ
- 本好きの下剋上 司書になるためには手段を選んでいられません 第15話 エンドカードイラスト

### 企画展参加情報
- エポスデザインカード（マルイ）
- osamu moet moso
- マクロスクリエーターコラボ
- 猫の手を借りた絵画展
- 絵師１００人展０６
- 絵師１００人展０７
- 絵師１００人展０８
- ディズニーとのコラボ　↓　ERI KAMIJO名義
  - 企画展タイトル「AN ART TRIBUTE TO DISNEY’S BEAUTY AND THE BEAST」
  - 企画展タイトル「An Art Tribute To The Disney Films Of Ron Clements And John Musker」
- 上条衿個人展覧会『FLOWERS』